# Walter Russell Mead
Walter Russell Mead (Columbia, 12 giugno 1952) è un politologo, saggista e opinionista statunitense.

## Biografia
Mead è Henry A. Kissinger Senior Fellow per la politica estera degli Stati Uniti presso il Council on Foreign Relations ed è uno dei principali studiosi di politica estera statunitense.
Walter Mead ha conseguito il Bachelor of Arts in letteratura inglese dall'Università di Yale, senza proseguire gli studi per la laurea. Ha poi ricevuto la laurea honoris causa dalla Groton School e da Yale, dove ha ricevuto premi per la storia e per il contributo dato al dibattito critico.
Oltre alla posizione rivestita in seno al Council, Mead insegna politica estera americana al Bard College. 
Da un punto di vista politico, Mead si definisce come un "Democratico" da sempre. Nel 2003 ha appoggiato la guerra in Iraq.

### Scritti

#### Saggistica e giornalismo
Mead collabora regolarmente a diversi giornali e riviste, come Foreign Affairs, The New Yorker e Wall Street Journal. 
Fa parte dello staff di Foreign Affairs come recensore di libri e quale membro dell'editorial board (comitato editoriale) del The American Interest.
È celebre una sua affermazione sui precari e rischiosi equilibri politici ed economici in un  mondo globalizzato e occidentalizzato, contenuta in un articolo del 1992:
(New Perspectives Quarterly, estate 1992, p. 30)

#### Libri
- Nel 2001, Mead ha pubblicato Special Providence: American Foreign Policy and How it Changed the World che ha vinto nel 2002 il Lionel Gelber Award quale migliore pubblicazione inglese sulle relazioni internazionali e che, nella sua traduzione italiana, ha ricevuto il Premio Acqui Storia, un riconoscimento assegnato con cadenza annuale alle più importanti pubblicazioni di storia.
Special Providence, che scaturisce da un articolo pubblicato sul The National Interest, con il titolo "The Jacksonian Tradition" [1], descrive le quattro principali filosofie che hanno influenzato la formazione della dottrina americana in materia di affari esteri: gli Hamiltoniani, i Wilsoniani, i Jeffersoniani e i Jacksoniani.
- Nel giugno 2005 Mead ha pubblicato Power, Terror, Peace and War: America's Grand Strategy in a World at Risk. The New York Times Book Review lo ha definito come il "più vivido tra gli studiosi che si occupano, nel paese, del ruolo dell'America nel contesto mondiale".
Il libro cerca di approfondire il concetto di "soft power" ("potere morbido") di Joseph Nye, aggiungendovi le idee di "potere forte" ("sharp power"), "potere sgradevole ("sticky"), e "dolce", che, tutti insieme, concorrono verso il raggiungimento del "potere egemonico" e della "convergenza armonica" (Mead è noto per le denominazioni che conia per movimenti e tendenze intellettuali, come in Special Providence).
- Nel mese di ottobre 2007, ha pubblicato God and Gold: Britain, America, and the Making of the Modern World (trad.it Dio & Dollaro, Garzanti, 2005), sulla tradizionale inclinazione egemonica anglo-americana all'esercizio di un potere mondiale (a cui si fa sempre più riferimento con il termine di Anglosfera). The New York Times Book Review ha commentato così: "Mead offre la più eloquente delle difese per lo sciame di WASP[2] che ha plasmato il mondo per secoli. Ma, in ultima analisi, il suo Dio e il suo oro non brillano affatto".

### Edizioni italiane
- Il serpente e la colomba. Storia della politica estera degli Stati Uniti d'America, Garzanti, 2005 ISBN 978-88-11-67841-0
- Dio & Dollaro, Garzanti, 2005 ISBN 978-88-11-74094-0